# Червоній рожевоголовий
Червоній рожевоголовий (Cardellina versicolor) — вид горобцеподібних птахів родини піснярових (Parulidae).

## Поширення
Вид поширений у горах штату Чіапас на півдні Мексики та на заході Гватемали. Мешкає у вологих або напіввологих сосново-дубових, сосново-вічнозелених і вічнозелених лісах та узліссях на висотах 1800–3500 м над рівнем моря. Віддає перевагу лісам із щільним, непорушеним підліском, але також трапляється в порушених лісах із пошкодженим підліском.

## Опис
Птах завдовжки 12,5–13,5 см і вагою 10 г. Обидві статі мають подібне оперення, хоча самиці трохи тьмяніші. Птах має темно-червоний верх, сріблясто-рожеву грудну клітку та рожево-червоний низ. Його голова сріблясто-рожева, з червонуватим чолом, темно-коричневими лицем і лорумом. Дзьоб чорнуватий, іноді на нижній щелепі помітний колір рогу, а ноги мають тілесний колір.